# جبل الصهلاء
جبل الصهلاء من جبال السروات، أحد أعلى جبال السعودية، يقع في جبل صهلاء يقع قرى ال عبيد في بللسمر. ويبلغ ارتفاعه 2,837 م (9,308 قدم).